# Caspar von Saldern

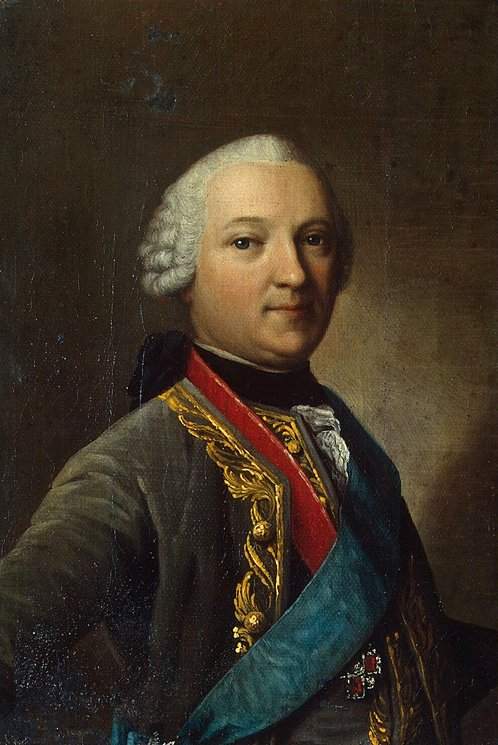
Caspar von Saldern von Vigilius Eriksen, Eremitage

Caspar von Saldern (* 11. Juli 1711 in Apenrade; † 31. Oktober 1786 in Schierensee) war ein Politiker in herzoglich-holsteinischen, dänischen und russischen Diensten. Seine politische Laufbahn fiel in die sogenannte Großfürstliche Zeit.

## Familie
Caspar von Saldern war der älteste Sohn des herzoglich holsteinischen Amtsverwalters Friedrich von Saldern (eigentlich Sallern) und Anna Maria Kamphövener (* 14. Januar 1691 in Apenrade; † 8. Juni 1775 auf Gut Schierensee, Tochter des Kanzleiverwalters in Gottorf und Hardesvogt der Riesharde, Berend Caspar Kamphövener und der Anna Catharina Callisen). Sein Vater war 1709–1714 Amtsschreiber in Apenrade, 1715 Pächter der Hellevad-Mühle und 1720–1722 der erste herzogliche Amtsverwalter in Neumünster und Bordesholm. Er flüchtete im Großen Nordischen Krieg mit dem Amtsarchiv nach Hamburg, von dort nach Schweden. Nach seinem Tode 1722 verwaltete seine Witwe das Amt bis 1724.

## Leben

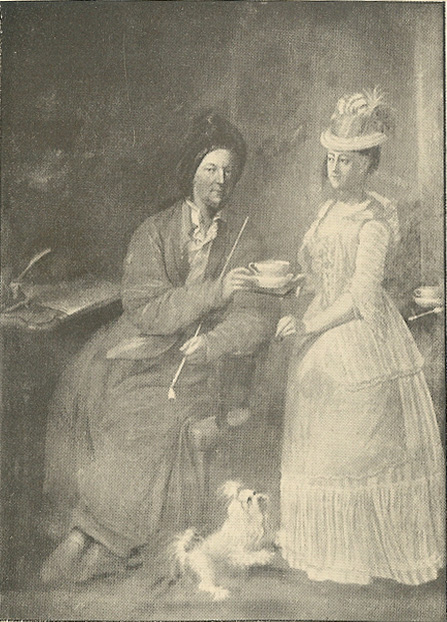
Caspar von Saldern und seine Tochter Christine Agathe, gen. von Schnell

Caspar von Saldern studierte 1724 in Kiel und in Göttingen. 1735 trat er in die Dienste des Herzoghauses Schleswig-Holstein-Gottorf und wurde herzoglich holsteinischer Kanzleiassessor, 1737 Kanzleirat und Amtsverwalter in Neumünster, 1741 Justizrat und 1745 Etatsrat. Er heiratete 1737 in Bargteheide Catharina Lucia Thiede. Aus der Ehe gingen die drei Kinder Anna Maria von Saldern, Carl Hinrich von Saldern-Günderoth und Ludwig Friedrich von Saldern hervor. Im Jahr 1745 ließ er, zum Teil mit eigenen finanziellen Mitteln, ein neues Amthaus für das Amt Neumünster, das heutige Caspar-von-Saldern-Haus, bauen, in das er 1746 einzog. Streitigkeiten des für seine Eigenwilligkeit bekannten Saldern mit seinem Vorgesetzten Gerhard von Dernath führten dazu, dass er 1748 seines Amtes enthoben wurde. Der offizielle Anlass war die eigenmächtige Genehmigung zur Gründung einer freien Schützengilde. Er musste auch das Amthaus räumen. 1751 erwarb er das Gut Schierensee und ließ dort bis 1782 ein barockes Herrenhaus samt Park im Versailler Stil errichten, mit Inneneinrichtung im Stil des Rokoko und mit Gemälden u. a. von Greuze und Juel ausgestattet.
1761 ging Caspar von Saldern nach Russland, um dort Karriere zu machen. Da dies offiziell den Untertanen des Herzogs von Gottorf verboten war, wählte er dazu die Verkleidung eines Kaufmanns. Er wurde Vertrauter des russischen Außenministers Graf Panin. Von Saldern hatte zwar ein aufbrausendes Wesen – ein französischer Diplomat bescheinigte ihm, „die Grobheit eines holsteinischen Bauern mit der Pedanterie eines deutschen Professors“ verbinden zu können –, doch als Diplomat in Russland war er sehr erfolgreich. Als Kameralist ordnete er die gottorfschen Staatsfinanzen. 1762 ernannte ihn Zar Peter III. zum kaiserlich russischen Konferenzrat und bevollmächtigten Minister des von Friedrich dem Großen einberufenen Friedenskongresses in Berlin, wo Saldern mit dem dänischen Außenminister Johann Hartwig Ernst von Bernstorff verhandelte. Dabei ging es um die großfürstlichen Anteile am Herzogtum Holstein, auf die Peter III. auch als Zar nicht verzichten wollte und deshalb sogar einen Krieg gegen Dänemark plante. Durch den Tod des Zaren wurde dieser Krieg verhindert. Saldern wurde trotzdem für seine Bemühungen vom dänischen König Friedrich V. zum Ritter des Elefantenordens ernannt.
Auch nach dem Sturz des umstrittenen Zaren Peter III. durch dessen Frau Katharina die Große blieb Saldern weiterhin in den inneren Zirkeln der Macht. Ende 1762 ernannte ihn Katharina die Große zum wirklichen Geheimrat und Staatsminister im großfürstlichen Geheimen Rat. Eines von Salderns Hauptanliegen war, dass seine holsteinische Heimat nicht mehr Zankapfel der nordischen Großmächte sein sollte. Deshalb betrieb er als Minister in Russland die Angliederung des Herzogtums von Holstein-Gottorf an Dänemark. In seinem diplomatischen Wirken setzte er sich für eine Verständigung mit England, Preußen und Dänemark ein, gemäß den Zielen seines Förderers Graf Panin. Im Juli 1768 erreichte Saldern mit dem Gottorper Vertrag die Einigung zwischen Dänemark und Hamburg über die Reichsunmittelbarkeit der Hansestadt und ihre Unabhängigkeit vom dänisch regierten Herzogtum Holstein. 1768 erhob ihn König Christian VII. in den dänischen (Lehns-)Grafenstand zusammen mit seinem Sohn Carl Hinrich von Saldern-Günderoth.
Die Krönung der politischen Laufbahn war die endgültige Unterzeichnung des Vertrages von Zarskoje Selo zwischen Russland und Dänemark am 1. Juni 1773. In diesem Gebietstauschvertrag verzichtete der russische Thronfolger Großfürst Paul auf alle Ansprüche am Gottorfer Anteil von Schleswig und auf seinen Anteil an Holstein. Dafür bekam er die Grafschaften Oldenburg und Delmenhorst. Der Vorvertrag war schon 1767 unterzeichnet worden, damals war der Großfürst aber noch nicht volljährig.

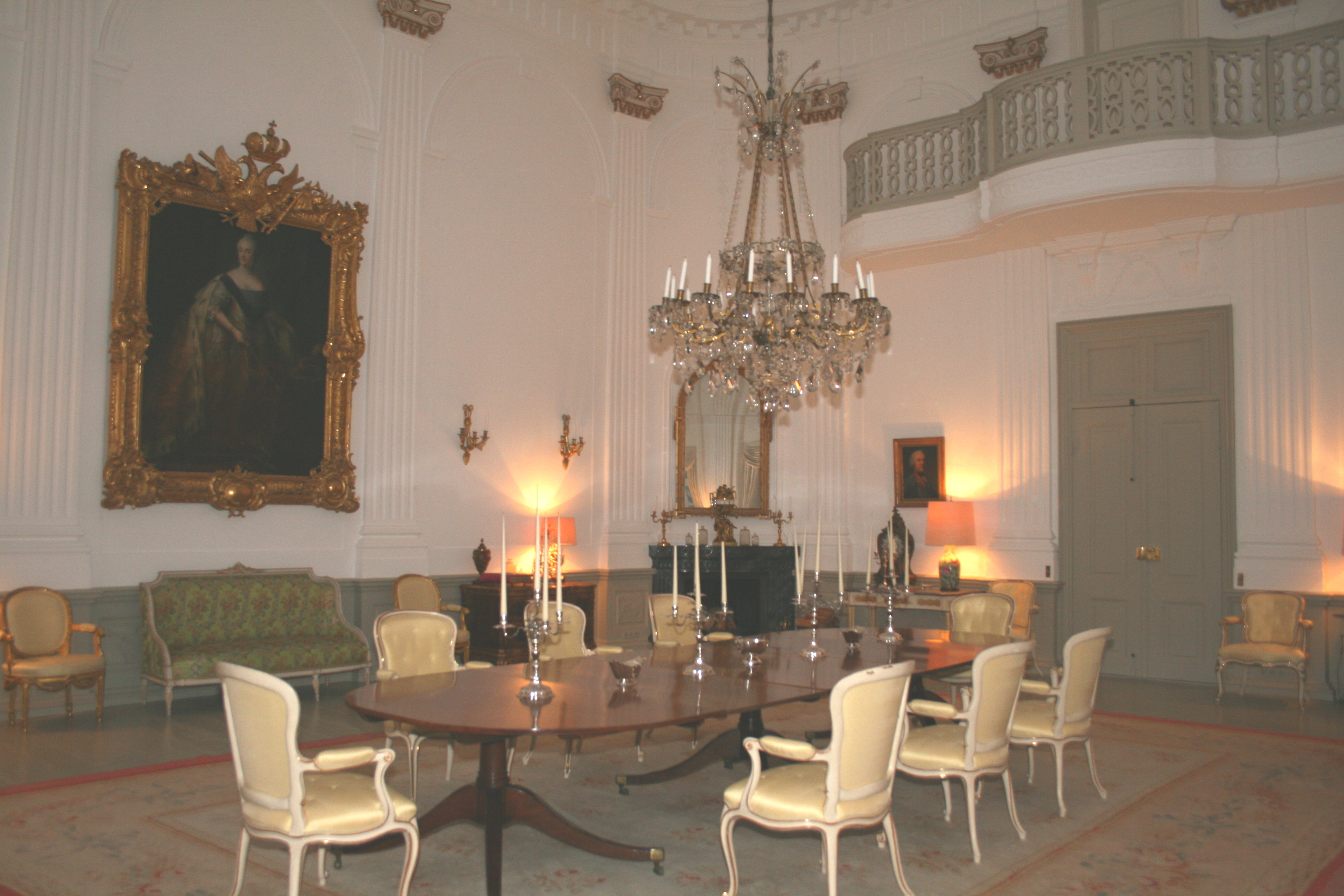
Saal auf Gut Schierensee mit dem Porträt Katharinas der Großen

Caspar von Saldern fiel noch im Jahr 1773 in Ungnade. Er hatte versucht, Großfürst Paul von einem Plan zu überzeugen, gemeinsam mit dessen Mutter und Regentin Katharina der Großen über Russland zu herrschen. Sein Förderer Graf Panin fand dies heraus und versuchte, ihn vor dem Zorn Katharinas zu schützen. Als diese aber von dem Plan erfuhr, wollte sie „den Schuft an Hals und Füßen gefesselt“ geliefert bekommen. Caspar von Saldern verließ Russland unverzüglich und kehrte nie zurück.
Zurück in Schleswig-Holstein wurde Saldern in die Ritterschaft aufgenommen. Außer Schierensee, wo er sich niederließ, besaß er die Güter Blockshagen und Annenhof. Er führte diverse Reformen wie die Verkoppelung durch, die er bereits in russischen Diensten begonnen hatte. Die darniederliegende Christian-Albrechts-Universität in Kiel förderte er durch die Einführung der Vorschrift, dass jeder künftige schleswig-holsteinische Beamte – zu denen auch die Pastoren zählten – zwei Jahre dort studiert haben musste.
Beigesetzt ist von Saldern in einer Gruft in der Klosterkirche in Bordesholm, wo sein Sohn Amtsmann war und bereits seine Frau, seine Tochter und seine Mutter beigesetzt waren.
Die Saldernstraße in Kiel-Ravensberg ist nach ihm benannt.

## Verweise
1. ↑  Franz Gundlach: Die Nachkommen Caspars von Saldern. In: Nordelbingen: Beiträge zur Kunst- und Kulturgeschichte Schleswig-Holsteins. Band 6. Flensburg 1927, S. 473–493.
2. ↑  Otto Brandt: Geistesleben und Politik in Schleswig-Holstein um die Wende des 18. Jahrhunderts. Mühlau, Kiel 1921, 1981, S. 13.
3. ↑  Gut Schierensee.
4. ↑  Otto Brandt: Geistesleben und Politik in Schleswig-Holstein um die Wende des 18. Jahrhunderts. Mühlau, Kiel 1921, 1981, S. 14.
5. ↑  Otto Brandt: Geistesleben und Politik in Schleswig-Holstein um die Wende des 18. Jahrhunderts. Mühlau, Kiel 1921, 1981, 14 f.
6. ↑  Hans-G. Hilscher, Dietrich Bleihöfer: Saldernstraße. In: Kieler Straßenlexikon. Fortgeführt seit 2005 durch das Amt für Bauordnung, Vermessung und Geoinformation der Landeshauptstadt Kiel, Stand: Februar 2017 (kiel.de).

| Personendaten    | Personendaten           |
| ---------------- | ----------------------- |
| NAME             | Saldern, Caspar von     |
| KURZBESCHREIBUNG | Minister, Geheimrat     |
| GEBURTSDATUM     | 11. Juli 1711           |
| GEBURTSORT       | Apenrade, Nordschleswig |
| STERBEDATUM      | 31. Oktober 1786        |
| STERBEORT        | Schierensee             |